# Roeberella calvus
Roeberella calvus is een vlindersoort uit de familie van de prachtvlinders (Riodinidae), onderfamilie Riodininae.
Roeberella calvus werd in 1887 beschreven door Staudingerl.